# Wolfenstein
『Wolfenstein』（ウルフェンシュタイン）シリーズは、id Software及びベセスダ・ソフトワークスによって開発・発売されたファーストパーソン・シューティングゲームのシリーズ。
ゲームの舞台であるウルフェンシュタイン城が作品名の元になっている。シリーズを通じて、時代設定はほぼすべて第二次世界大戦中。
なお、ドイツではナチス（国家社会主義ドイツ労働者党）の標章である鉤十字（ハーケンクロイツ）の使用が学術研究などの例外を除き法律で禁止されている関係上、倫理審機関・USKにより「18歳未満販売禁止」の指定を受けている。
2007年8月に『Wolfenstein3D』、『Spear of Destiny』、『Return to Castle Wolfenstein』がsteamによるDL販売を開始。
2009年夏にACTIVISIONから『Return to Castle Wolfenstein』の続編にあたる『Wolfenstein』が発売された。
2014年からは新シリーズとして、ベセスダ・ソフトワークスから『Wolfenstein: The New Order』、『Wolfenstein: The Old Blood』、『Wolfenstein II: The New Colossus』が発売されている。

## ラインアップ
| 1981 | Castle Wolfenstein               |
| 1982 |                                  |
| 1983 |                                  |
| 1984 | Beyond Castle Wolfenstein        |
| 1985 |                                  |
| 1986 |                                  |
| 1987 |                                  |
| 1988 |                                  |
| 1989 |                                  |
| 1990 |                                  |
| 1991 |                                  |
| 1992 | Wolfenstein 3D                   |
| 1992 | Spear of Destiny                 |
| 1993 |                                  |
| 1994 |                                  |
| 1995 |                                  |
| 1996 |                                  |
| 1997 |                                  |
| 1998 |                                  |
| 1999 |                                  |
| 2000 |                                  |
| 2001 | Return to Castle Wolfenstein     |
| 2002 |                                  |
| 2003 | Wolfenstein: Enemy Territory     |
| 2004 |                                  |
| 2005 |                                  |
| 2006 |                                  |
| 2007 |                                  |
| 2008 | Wolfenstein RPG                  |
| 2009 | Wolfenstein                      |
| 2010 |                                  |
| 2011 |                                  |
| 2012 |                                  |
| 2013 |                                  |
| 2014 | Wolfenstein: The New Order       |
| 2015 | Wolfenstein: The Old Blood       |
| 2016 |                                  |
| 2017 | Wolfenstein II: The New Colossus |
| 2018 |                                  |
| 2019 | Wolfenstein: Cyberpilot          |
| 2019 | Wolfenstein: Youngblood          |

### Castle Wolfenstein
『Castle Wolfenstein』は、Wolfensteinシリーズの第1作であり、1981年にMuse SoftwareからApple IIおよびコモドール64用ソフトとして発売された。
ステルスゲームである同作は、ナチスの要塞に潜入して破壊工作を仕掛ける内容である。

### Beyond Castle Wolfenstein
『Beyond Castle Wolfenstein』は、『Castle Wolfenstein』の続編にあたり、1984年に発売された。Muse Softwareの倒産後、ジョン・ロメロが名前の権利を買い取り自らの作品に付けた。

### Wolfenstein 3D
シリーズの第3作目で、1992年に発表された。8M。
本作は初期のFPSの代表作となり、その要素によりジャンルの標準が確立された。
ウルフェンシュタイン城に監禁された主人公であるアメリカ軍人B.J.ブラスコヴィッチが、ナチスの兵士達と戦いながら城からの脱出を図りつつも、アドルフ・ヒトラーの人造人間計画を阻止していく。使用できる武器はナイフ・拳銃・サブマシンガン・ミニガン。Classic Mac OS版では火炎放射器、ロケットランチャーが追加されている。その後、3DOやゲームボーイアドバンスなど、様々なハードに移植された。
なお、日本でも1994年にイマジニアより発売されたスーパーファミコン版では、出血やナチスに関連する表現が削除されており、主人公は軍の指令を受けてウルフェンシュタイン城に乗り込み、巣食う死霊やミュータントを殲滅するというストーリーに変更された。ウルフェンシュタイン城の地下には数10階に及ぶ軍事基地があり、様々な兵器の開発を行っており、その中には「服用した者が死んだ時に攻撃本能しか持たない死霊として蘇る」という薬品の開発もされていた。ある日、大火災が起こり、突如としてそこは死霊の巣窟と化してしまった。敵キャラクターとして登場した軍犬が大きなネズミ(ミュータントラッツ)に変わっている。
また、id Softwareは本作の技術を応用して『DOOM』を開発し、1993年に発売した。
ゲームは6つのエピソードで構成されており、自由に選択が可能。各エピソードはシークレットレベルを含め10レベルで構成されており、事前に難易度を選択可能。敵を倒しつつ、弾丸やアイテム、鍵を拾いながら進みレベルをクリアし、エピソードの最後のレベルに待ち受けるボスを倒せば（又はボス撃破後出口に到達すれば）エピソードクリアとなる。
各レベルにはいくつものシークレット（隠し部屋）が存在し、壁に隠されているスイッチを押す事で発見できる。シークレットには強力な武器や、多くの回復アイテムやスコアアイテム、貴重な1UPなどが入手できたりする。エピソードによってはシークレットを発見しないとクリア不可能なレベルも存在する。
また、残機制でスコアの概念が存在し、各レベルクリア時にはリザルトが表示され、タイムボーナスなどの概念や、ネームエントリー、スコアランキングといったハイスコアを目指すアーケードゲーム的な要素も存在する。一定のスコアを得る毎に残機数が増えるシステムになっており、体力が0になると残機を1つ失い、ペナルティとしてスコアも減点され、そのレベルの最初から初期装備状態でやり直しになる。残機をすべて失うか、エピソードをクリアするとゲームオーバー。

### Spear of Destiny
『Wolfenstein 3D』の前日譚。1992年に発表。

### Return to Castle Wolfenstein
本作は『Wolfenstein 3D』をQuake3エンジンでリメイクしたものであり、2001年に発表され、日本ではP&Aより発売された。本作のシングルプレイはGray Matter Studios、マルチプレイはNerve Softwareが製作。通称「RtCW」。
Xboxにも移植されており、プロローグとなる新たなエピソード等、新要素を追加した『Return to Castle Wolfenstein : Tides of War』が2003年にマイクロソフトより「Xbox ワールドコレクション」として発売されている。海外ではプレイステーション2で『Return to Castle Wolfenstein: Operation Resurrection』なる移植版が発売されているが、日本国内では未発売。
また、関連作品としてRtCWのマルチプレイに特化した無料ゲーム『Wolfenstein: Enemy Territory』がある。
- シングルプレイ

プレイヤーはウルフェンシュタイン城から脱出後、ナチスによる人造人間製造計画と魔王ハインリッヒの復活を防ぐために、欧州各地を転戦する。
このようなストーリー背景に加え、敵キャラクターにドイツ兵のほかにゾンビやサイボーグなどのモンスターが登場するため、同作の世界観は第二次世界大戦とSFとオカルトを組み合わせたものとなっている。歩行中、あるいは立っている状態では集弾率が目に見えて下がるという特性上、動かずにしゃがんだ状態で射撃する方が優勢に立てる場面もあり、他のFPSとは異なる攻略を求められることもある。なお、マルチプレイとシングルプレイでは、武器の性能に若干の違いがある。今作でもシークレット、財宝は豊富に用意されているが、財宝は入手しても特にメリットは無い。
- マルチプレイ

クラス制を採用。Allies（連合国軍）とAxis（枢軸国軍）の2チームに分かれたプレイヤーは、倒れた仲間を蘇生したり傷付いた仲間を助ける「メディック」、ダイナマイトの設置や壊れた固定機関銃を修復できる「エンジニア」、強力な火器を装備でき開始時に保持弾数も多い「ソルジャー」、弾薬を配ったり空爆が可能な「ルテナント」の4つのクラスから1つを選び、マップごとに設定された目標の達成に向けて戦う。
後述の『Enemy Territory』と比べ、スピーディーである事が大きな特徴。また、スキル制を採用していないため、撃ち合いでは純粋に腕とマシンスペック、そして回線速度が重要となってくる。一方で、撃ち合いの苦手なプレイヤーも、メディックとして味方の回復を行なったり、エンジニアとしてオブジェクトの破壊を手伝う事で、チームに貢献できるようになっている。そのため、初心者にも間口は広いと言えよう。武装はナイフ、サブウェポン、メインウェポン。そのほか、クラスによっては固有の装備を持つ。

### Wolfenstein
Windows、Xbox 360、PS3向けに2009年夏にリリースされた。Raven Softwareが制作した。
ストーリーは前作「Return to Castle Wolfenstein」からの続きであり、第2次世界大戦下のドイツ・ナチスのゼッタ将軍の指揮のもと、アイゼンシュタットという町において、秘密裏に開発される科学技術とオカルト（ブラック・サンパワー）を融合させた最新兵器を、アメリカ人スパイであるB.J.ブラスコヴィッチとなって、レジスタンスやGold Dawnのオカルト研究団と協力しながら調査・妨害する、というものである。特にグラフィック表現の強化に重点を置かれており、あたかも映画のワンシーンをそのまま演じるような立体感や透明感のある画面にその魅力がある。
シナリオはミッション途中で変更可能で、途中からいくつかのミッションを飛ばしていきなりラストステージに突入することも可能。本作もシークレットに富んでおり、単にやりこみ要素としてだけでなくアップグレード等にも欠かせないものになっている。

### Wolfenstein: The New Order
日本国内版は、ベセスダ・ソフトワークスよりPS4、PS3、Xbox One、Xbox 360、PCで2014年6月5日に発売された。開発はMachineGames。シングルプレイ専用。

### Wolfenstein: The Old Blood
ストーリーはThe New Orderの前日譚に当たる。開発はThe New Orderと同じくMachineGames。日本国内ではベセスダ・ソフトワークスよりXbox One版が2015年5月28日に発売され、PS4版が6月4日に発売された。

### Wolfenstein II: The New Colossus
The New Orderの続編に当たる作品。前作でも登場したナチスの女幹部「フラウ・エンゲル」との関わりがより深く描かれる。開発はMachineGames。日本国内ではベセスダ・ソフトワークスより2017年11月23日に発売された。

### Wolfenstein: Cyberpilot
シリーズ初となるVR対応の作品。2019年7月25日発売された。

### Wolfenstein: Youngblood
Wolfenstein II: The New Colossusの続編に当たる作品で、同作の19年後の世界を描いている。今回の作品はB.J.ブラスコヴィッチの双子の娘であるジェスとソフがパリを舞台にこれまで以上の数のナチスを相手に戦う。coop対応。2019年8月8日に発売された。また、2025年2月にはPrime Gamingで無料配布が行われた。